# Emumägi
Emumägi je nejvyšší vrchol Pandiverské vysočiny a zároveň celého severního Estonska. Leží 2 km severovýchodně od vesnice Emumäe na území obce Väike-Maarja v estonském kraji Lääne-Virumaa. Vrchol hory má nadmořskou výšku 166 m a relativní výšku 79 m vůči okolní krajině. Na vrcholu hory stojí rozhledna.